# هوتکیان
هوتکیان (پشتو: د هوتکيانو ټولواکمني) دودمان پادشاهی بود که به‌دست افغان‌های غلجی (پشتون‌ها) بنیان نهاده شد و طی دههٔ ۱۷۲۰ بر مناطقی از ایران و افغانستان کنونی حکومت کرد. این دودمان در آوریل ۱۷۰۹ به‌دست میرویس خان هوتک که رهبری شورشی موفقیت‌آمیز در برابر شاهنشاهی رو به زوال صفوی در قندهار را به عهده داشت، پایه‌گذاری شد.
میرویس در سال ۱۷۱۵ به مرگ طبیعی درگذشت و برادرش عبدالعزیز هوتک جانشین او شد. مدتی از حکمرانی او نگذشته بود که به‌دست برادرزاده‌اش محمود کشته شد. محمود به سمت پایتخت ایران، اصفهان، لشکر کشید و شاه سلطان حسین را از پادشاهی خلع کرد و خودش شاه ایران شد. پسرعمویش اشرف پس از کودتایی در سال ۱۷۲۵ جانشین محمود شد. با این حال، اشرف تاج‌وتخت را برای مدت طولانی حفظ نکرد، زیرا نادرقلی بیگ (بعدها نادرشاه) طی نبرد دامغان در ۱۷۲۹ او را شکست داد و اشرف به قندهار گریخت. در سال ۱۷۳۸، نادر حکومت هوتکیان به رهبری حسین هوتکی را پس از محاصره طولانی قندهار سرنگون کرد. سپس، نادرشاه شروع به سازماندهی دوباره حاکمیت ایران بر مناطقی کرد که دهه‌ها پیش به‌دست رقبای اصلی ایران — امپراتوری‌های عثمانی و روسیه — از دست رفته بودند.

## تأسیس

### وضعیت دوران شاه سلطان حسین صفوی
پس از دوران شاه قدرتمندی مانند، شاه عباس دوم، به تدریج دربار صفوی رو به زوال نهاد. با تاج‌گذاری شاه حسین یکم، این زوال و انحطاط تشدید گردید. رجال و افسران کاری، رانده شده و جای آن‌ها را مردمان بیکاره و رشوه‌خوار و خرافاتی گرفته بود. شخص شاه به خواندن اوراد و ادعیه و تعویذ و دیدن فال و جفر و صحبت با خواجه‌سرایان مشغول بود. مردم ایران زیر بار کمرشکن مالیات و عوارض و مظالم عمال دولت و خان‌ها و ملاکین به جان آمده بودند. محمد هاشم آصف در رستم التواریخ می‌نویسد: «در آن دوران، زهاد بی‌معرفت و بی کیاست به تدریج در مزاج شریفش و طبع لطیفش (مراد شاه سلطان حسین است) رسوخ نمودند و وی را از جاده جهانبانی و شاهراه خاقانی بیرون و در طریق معوج گمراهی وی را داخل و به افسانه‌های باطل و بی‌حاصل او را مغرور و مفتون نمودند و بازار سیاستش را بی رونق و ریاستش را ضایع مطلق کردند.
در دستگاه، از بی تمیزی و عدم حساب و احتساب، چنان افراط و تفریطی در امور لشکرآرایی و رعیت پروری روی داد که از تهی دستی، غلامان خاصه سرکار فیض آثار و عمله جات دیوان عظمت مدار پادشاهی همه کفش ساغری به پا و بی شلوار و تنبان بوده‌اند و زانو بر بالا نمی‌توانستند نشست که اسافل اعضایشان پیدا می‌شده و اسباب و آلات حربشان اکثراً به رهن و گرو یا شکسته و از کار افتاده بود.
از تأثیر سپهر آبنوسی، آخر الامر دولتش (منظور شاه سلطان حسین است) چنان به مغلوبیت و مقهوریت و مخذولیت و منکوبیت و ذلت و افتضاح انجامید که ذکر آن‌ها باعث کلال و ملال و غم و هم شنوندگان خواهد شد.
لشکر از تهی دستی و عسرت و پریشان احوالی به حد تفریط بی اوضاع و آلات و اسباب شدند و از فقر و درهم شکستند مانند شیشه بر سنگ.»
از سوی دیگر کارگزاران و قدرتمندان دست تعدی به مال و ناموس مردمان دراز نموده بودند؛ اما حکومت از حقوق ملت دفاعی نمی‌نمود. به گفته محمد هاشم آصف در رستم التواریخ، خرابی کار به جایی رسید که نزدیکان دربار حتی فرستاده سلطان عثمانی- عمر آقا- را مورد بی‌احترامی و بی‌توجهی قرار داده؛ بلکه او و همراهانش را آزار داده و مالشان را ربودند. ایضاً ایلچی‌ها از جانب ملوک دیگر آمدند. هر یک را به قسمی و نوعی مفتضح نمودند.

### گسیل گرگین خان به ایالت قندهار
در قندهار بین سال‌های (۱۶۹۰ تا ۱۷۰۹ میلادی) دو قبیله نیرومند افغان سکونت داشتند که این قبایل غلجی و درانی بودند. شاهان وقت برای بقای حکومت خویش کوشش می‌نمودند تا یکی از این دو قبیله را با خود در قدرت سهیم گردانند.
پس از اینکه گرگین‌خان گرجی در سال ۱۶۹۵ از سلطان حسین صفوی، شکست خورد، به عنوان حاکم قندهار منصوب گردید. گرگین از مریدان ملا محمدباقر مجلسی بود و با استصواب علما و فضلا و فقها، او را به حکومت قندهار منصوب کردند.

### اذیت و آزار مردم قندهار
گرگین و اتباعش پس از ورود به قندهار، اهل سنت را طوری مورد ایذاء و آزار قرار دادند که از حد تحریر و تقریر بیرون است؛ یعنی اموالشان را به زور می‌بردند و زنان و دخترانشان را مورد تجاوز به عنف قرار داده و به جور و جفا خون ایشان را می‌ریختند.
ضمناً دولتخان -خان قبیله ابدالی- حاضر به اطاعت از گرگین خان نگردید و در برابر نماینده شاه صفوی مقاومت می‌نمود؛ به همین جهت، گرگین قلعه او را در شهر «صفا» مورد محاصره قرار داد و دولتخان و پسرش -نظرمحمد خان- را دستگیر و اعدام نمود؛ اما دو پسر دیگرش -رستم خان و زمان خان- موفق به فرار شده و در «ارغسان» قبیله ابدالی را پناهگاه خود قرار دادند. گرگین در ازای تحویل زمان خان، حکومت رستم را بر ایل ابدالی تأیید کرد. زمان خان به کرمان تبعید شد. مدتی بعد رستم به قندهار فراخوانده شد و فوراً اعدام گردید.

## ظهور میر ویس خان
میر ویس پسر شاه عالم از بزرگان عشیره هوتک از قبیله غلجائی در سال ۱۶۷۳ میلادی متولد شد. گرگین خان، میرویس را به عنوان کلانتر قندهار برگزید و مردم جهت دادخواهی نزد او می‌رفتند. میرویس نامه‌ای خطاب به سلطان حسین صفوی نوشته و در آن از مظالم گرگین دادخواهی شده بود. گرگین از این اقدام آگاه شد و میرویس از کلانتری عزل و به همراه سایر امضاکنندگان عریضه شکایت، تحت‌الحفظ به دربار اصفهان فرستاده شدند.
پس از مدتی که میر ویس به عنوان تبعید در اصفهان گذراند، اجازه یافت تا به سفر حج مشرف گردد. در این سفر او از ملایان مکه فتوایی دربارهٔ مشروعیت عدم اطاعت از حکومت صفوی به علت ایجاد اختلال در فرایض مذهبی اهل سنت و ستمکار بودن آن حکومت دریافت کرد.

### قیام علیه گرگین
میر ویس به قندهار بازگشت و با گرگین ظاهر را رعایت می‌نمود و باطناً با رؤسای قبایل اعم از ابدالی و غلجائی و غیره در داخل و خارج قندهار مشغول مذاکره و طرح یک قیام عمومی بود. این فعالیت‌های میر ویس تا ۱۷۰۹ طول کشید. در همین سال قیام علیه گرگین صورت گرفت و تمامی سپاه صفوی و گرجی در یک روز از بین رفتند.
در سال ۱۷۱۲ سپاهیان اعزامی از سوی دربار صفوی طی دو حمله تلاش کردند قندهار را تصرف کنند؛ اما موفق نشدند.

## حکمرانان

### امیر عبدالعزیز خان

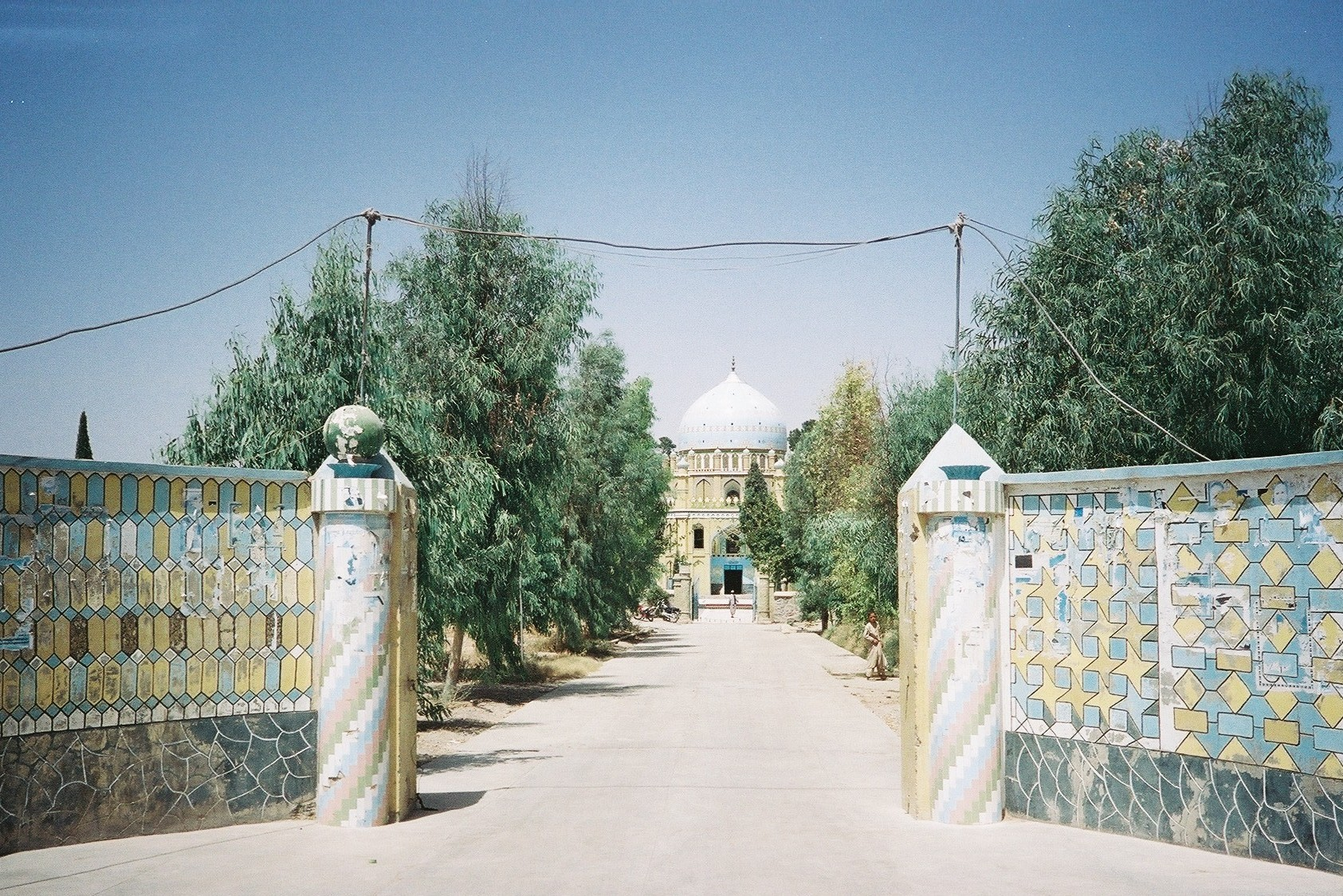
آرامگاه میرویس خان در بخش کوکران قندهار

میر ویس در سال ۱۷۱۵ در سن ۴۱ سالگی درگذشت.
در جرگه خانهای قندهار، میر عبدالعزیز -برادر میر ویس- به جانشینی او و امیری قندهار انتخاب شد.
میر عبدالعزیز از شاه سلطان حسین خواهش نمود حکومت او را از مالیات معاف نماید و به سوی قندهار، قشون نفرستد و حکومت او را تأیید نماید.
کارهای وی با مخالفت مواجه شد و در نهایت در سال ۱۷۱۷، میر محمود پسر میر ویس او را خلع نموده و بکشت.

### سلطنت محمود

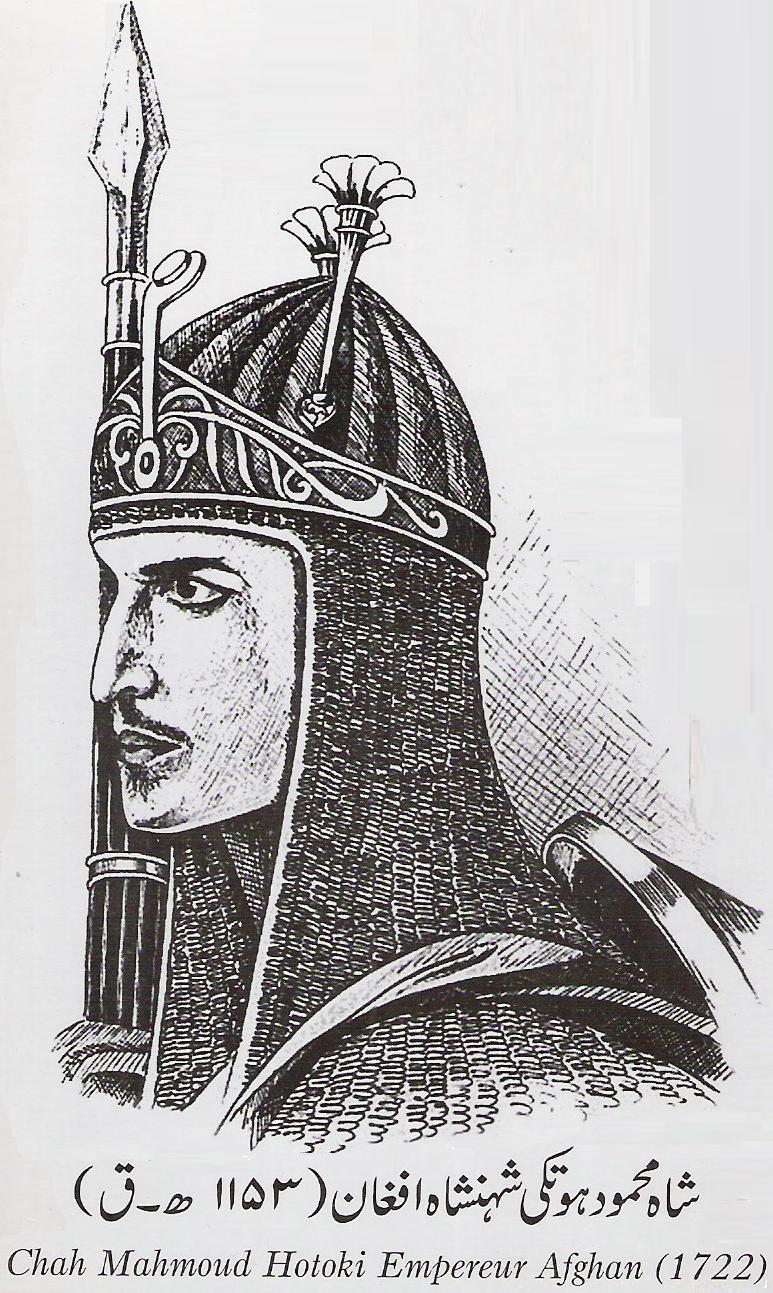
نگاره خیالی از محمود هوتکی

هنگام جلوس محمود به سلطنت، حکام ابدالی هرات به فراه -که تحت حکومت قندهار بود- حمله کردند. محمود به فراه لشکر کشید و اسدالله ابدالی فرمانده لشکر مهاجم کشته شد و فراه به قلمرو هوتکیان بازگشت. در این دوران، دولت صفوی در اوج ضعف قرار داشت. مردم به قدری از فساد دستگاه اداری متألم و منزجر بودند که به شورش و اغتشاش دست می‌زدند. برخی قبائل لزگی ساکن شیراز در این زمان قیام کرده و این شهر را اشغال کردند. در سال ۱۷۲۰ م. لرها و پس از آن نیز بلوچها شورش کردند و بندر عباس را تصرف نمودند.

### تصرف اصفهان
شاه محمود پس از تثبیت حکومت خود و با توجه انحطاط شدید حکومت صفوی به فکر حمله به سایر نقاط کشور افتاد. در سال ۱۷۲۱ محمود با ۲۸ هزار تن نیرو پس از تصرف کرمان و بم به سوی اصفهان حرکت کرد. مردم که از مظالم صفویان به جان آمده بودند از حکومت دفاع نکردند و سپاه هوتکی تا گلناباد اصفهان رسید.
در این زمان سپاه صفوی به فرماندهی عبدالله خان با پنجاه هزار نیرو به مقابله آمد. جنگی شدید درگرفت و ۲۵ هزار تن از سپاه اصفهان کشته شدند. اصفهان به دست لشکریان هوتکی محاصره شد و مردمان دچار قحطی گشتند. محاصره هشت ماه طول کشید و بالاخره شاه سلطان حسین به همراه درباریان به اردوی شاه محمود آمده تقاضای صلح کرد. شاه صفوی به دست خود تاج شاهنشاهی را بر سر امیر محمود نهاد و بدو تبریک گفت.

### بیماری محمود
شاه محمود پس از چیرگی بر اصفهان همان‌جا اقامت گزیده و این شهر را همچنان پایتخت ایران قرار داد؛ ضمناً وی برادرش -میر حسین- را بر ایالت قندهار حاکم گردانید. محمود در آغاز سلطنت، سپاه خود را از هر گونه تعرض به مال و جان مردم در همه شهرها بر حذر داشت.
مدتی بعد تهماسب میرزا فرزند شاه سلطان حسین ادعای سلطنت نموده و قزوین را پایتخت خود اعلام نمود. پس از این، محمود به سوی قزوین قشون اعزام کرده و تهماسب به سوی آذربایجان گریخت؛ اما مردم قزوین علیه سپاه او قیام کرده و به اردوی سپاه شبیخون زده و عده زیادی از لشکر هوتکی را کشتند. در همین موقع محمود برای تصرف مناطق لرهای بختیاری با سپاهی سی هزار نفری به سمت آنها حمله کرد ولی بختیاری‌ها که آماده حمله محمود افغان بودند به لشکر او حمله کرده و او را شکست دادند. سرانجام محمود با سه هزار نفر سرباز باقی‌مانده از سی هزار نفر شبانه به اصفهان بازگشت. این حوادث به تدریج باعث بروز بیماری روانی در شاه محمود گردید و او به همه دربار حتی اعضای خاندان هوتکی بدگمان گردید. چنان‌که میر اشرف و امان اله از سرداران افغان، به قندهار فرار کردند. او بیشتر فرزندان شاه سلطان حسین (به جز دو تن) را که در اصفهان تحت نظرش بودند در دوران بیماری (و به دلیل بدگمانی) کشت و نیز تعداد زیادی از درباریان را بی جهت از میان برد. بالاخره در سال ۱۷۲۵ میلادی، شاه محمود پس از حدود سه سال شاهنشاهی ایران در سن ۲۸ سالگی به علت بیماری عصبی و ابتلا به فلج در گذشت.

### سلطنت اشرف

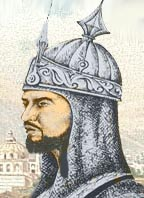
تصویر خیالی از شاه اشرف

پس از درگذشت محمود، دربار هوتکی به اتفاق آرا، میراشرف را به جانشینی برگزیدند. در این دوران، تهماسب میرزا به تلاشهای خود برای دستیابی به حکومت ادامه می‌داد؛ ولی ملت عموماً از او حمایت نمی‌کردند؛ زیرا توده‌های مردم از روش حکومت صفوی دل پری داشتند. تهماسب که از حمایت مردم ناامید گردید برای رسیدن به تاج و تخت به دولتهای همسایه روی آورد. تهماسب، ولایات غربی ایران را به دولت عثمانی واگذارد و آنان هم بلافاصله همدان، ایروان و تبریز را اشغال کردند. در این رابطه، اسماعیل بیگ- نماینده تهماسب در روسیه- نیز در تاریخ ۱۲ سپتامبر ۱۷۲۳ در پتروگراد اولین عهدنامه بین ایران (دولت تهماسب دوم) و روسیه را امضاء کرد. به موجب بند دوم این معاهده: «اعلیحضرت شاه (تهماسب) شهرهای دربند و باکو را با تمام زمین‌ها و جاهایی که به این دو شهر بسته است و در کنار دریای خزر جای دارند و نیز ایالات گیلان، مازندران و استرآباد را برای تصرف و تصاحب ابدی به اعلیحضرت امپراتور سراسر روسیه (پتر) واگذار می‌کند و این سرزمین‌ها از این زمان تا جاودان متعلق به اعلیحضرت امپراتور سراسر روسیه و در تابعیت او خواهد بود…» صرف نظر از تهماسب میرزا، دو مدعی دیگر تاج و تخت صفوی به نامهای صفی میرزا و سلطان محمد میرزا هم شروع به شورش و سرکشی و تشکیل قوای مسلح نمودند.
از سوی دیگر، «دولت هوتکی قندهار» راه ارتباط و امداد با شاه اشرف را قطع کرده و نیز برخی سرداران غلجایی از او روگردان شده به قندهار بازگشتند؛ حتی امان اله خان هم از جمله کسانی بود که از اتحاد با اشرف دست کشید.
اشرف توانست طی جنگ‌هایی نه تنها سپاه تهماسب را شکست دهد؛ بلکه قزوین، تهران، قم و ساوه را تصرف نمود.

## روابط اشرف با عثمانی
با آغاز سلطنت اشرف، همچنان بخش‌های بزرگی از ایالات غربی ایران در تصرف دولت عثمانی مانده بود. اشرف سعی کرد تا رابطه خود را با آل عثمان بهبود بخشد؛ به همین جهت در سال ۱۷۲۶ میلادی نامه و نماینده‌ای به نام عبدالعزیز به استانبول فرستاد و از آن‌ها خواست سرزمین‌های اشغالی را تخلیه کنند؛ دولت عثمانی نه تنها این تقاضا را رد کرد بلکه از شاه اشرف خواست تاج و تخت را به شاه سلطان حسین برگرداند.
پس از پاسخ تند عثمانی به نماینده دولت هوتکی، حکومت عثمانی به این اکتفا ننموده و سپاهی متشکل از شصت هزار نیرو و هفتاد عراده توپ بزرگ تحت فرماندهی احمد پاشا والی بغداد و حسین پاشا والی موصل به سمت اصفهان گسیل نمود.
در این زمان به دستور اشرف، شاه سلطان حسین -که خطری برای سلطنتش محسوب می‌شد و در کاخی تحت نظر بود- کشته شد. سپس اشرف شاه خودش فرماندهی سپاه ایران را علیه قشون عثمانی بر عهده گرفت. در این جنگ، لشکریان عثمانی شکست خوردند و بیش از دوازده هزار نیروی عثمانی کشته شدند؛ در ضمن، بیشتر سامان و لوازم قشون ترک بر جاماند و بقیه سپاهشان از میدان نبرد گریختند.
پس از این پیروزی، سلطان اشرف دستور داد غنائم جنگی به جامانده از جنگ به اردوی عثمانی برگردانده شود؛ ضمناً در سال ۱۷۲۷ میلادی سفیری به نام اسماعیل خان به سوی عثمانی فرستاد و به آنان پیغام داد که ما با ترک‌ها برادران هم دین هستیم و مال برادران مسلمان بر ما حرام است؛ همچنین ما احترام خلافت اسلامی را بر خود واجب می‌شماریم و با برادران ترک، صلح دائمی را خواهانیم. این رفتار اشرف شاه موجب بهبود رابطه با عثمانی شده و متعاقباً در سال ۱۷۲۸ میلادی خلیفه عثمانی با اعزام سفیری به نام راشد پاشا به اصفهان، شاهنشاهی هوتکی را به رسمیت شناخته و به ایشان پیشنهاد صلح نمود.

## روابط اشرف با روسیه
در زمان سقوط شاه سلطان حسین، دولت روسیه از هرج و مرج پس از این سقوط استفاده نموده و بخش‌های زیادی از شمال ایران را تصرف کرد؛ پس از آن نیز به موجب قراردادی که با تهماسب میرزا بسته بود، قسمت‌های بیشتری را به خاک خود ملحق ساخت. در سال ۱۷۲۸ در جنگی که در رودسر بین سپاه ایران به فرماندهی «سیدال خان» و قشون روس به قیادت «ژنرال اولوف» واقع شد، سپاهیان ایران غالب شدند. روسها پس از این شکست خواستار مصالحه شدند. معاهده‌ای در فوریه ۱۷۲۹ در شهر رشت بین نمایندگان شاه اشرف و تزار پتر دوم به امضاء رسید. به موجب بند دوی این عهدنامه، ایالتهای مازندران و استر آباد -که توسط تهماسب میرزا به روسیه بخشیده شده بود- مجدداً به ایران ملحق گردید.

## حمایت نادر قلی افشار از تهماسب میرزا
در سال ۱۷۲۷ نادر قلی افشار به کمک تهماسب آمده و سپهسالاری لشکرش را به عهده گرفت و در همان سال ایالت خراسان کنونی و سیستان را از ملک محمود سیستانی ضبط نموده و سه هزار تن نیروی او را کشت. نادر در سال ۱۷۲۹ طی چند جنگ، حکومت ابدالیان بر هرات را پایان بخشید. در همین زمان، اشرف در صدد مقابله برآمد و سمنان را محاصره کرد. نادر نیز به سرعت از هرات به سمت سمنان حرکت نمود؛ اما سپهسالار شاه اشرف (سیدال خان) اردوی نادر را در بسطام مورد شبیخون قرار داد که توفیقی حاصل نکرد.

## نبرد مهماندوست
در سال ۱۷۲۹ بالاخره اشرف و نادر، در نزدیکی روستای مهماندوست مستقیماً رو در روی هم قرار گرفتند. سپاه اشرف به سوی قشون نادر حمله آغازیدند؛ اما توپخانه نیرومند نادر، مهاجمان را مثل برگ بر زمین می‌ریخت. در حین جنگ، به غیر از قندهاریان بقیه نیروی اشرف از معرکه گریختند و سپاه اشرف دوازده هزار تن تلفات داد. اشرف باقی‌مانده نیروی خود را جمع کرده و به ورامین عقب نشست. نادر او را تعقیب نمود و دوباره در ورامین جنگی درگرفت که اشرف باز هم رو به هزیمت نهاد و به اصفهان بازگشت.

## نبرد مورچه خورت و مرگ اشرف
بعد از آن که اشرف به اصفهان رسید و تجدید قوا نمود، با ۲۴ هزار سپاهی بازگشت و در محل مورچه خورت جلوی قشون نادر را گرفت. باز هم بیشتر سربازانی که از جاهای دیگری غیر از قندهار بودند گریختند و چهار هزار تن هم در حین جنگ کشته شدند. از لشکریان اشرف، کمتر از دو هزار تن باقی ماند. اشرف عقب‌نشینی کرده و به اصفهان و سپس به شیراز گریخت. نادر اصفهان را تصرف کرده و افراد باقی‌مانده هوتکیان در آنجا را از میان برد. توقف نادر در اصفهان چهل روز طول کشید.
نادر سپس با سپاه بزرگی به سوی شیراز حرکت کرد. اشرف در موضع زرغان به او حمله کرد؛ اما باز هم شکست خورد و به شیراز پناه برد. نادر هم به تعقیب پرداخته و شیراز را محاصره کرد. از سوی دیگر، حرم اشرف در قزوین تحت محاصره قشون نادر بود. اشرف، سیدال خان و ملا زعفران را جهت مذاکره نزد نادر فرستاد و نادر پذیرفت که زنان دربار اشرف را در ازای آزادی زنان اسیر خاندان صفوی -که نزد اشرف گروگان بودند- رها نماید.
اشرف سپس شبانه با دویست تن نیروی خودش از شیراز به سوی لار رفته و پس از چندی، به سوی بم و سیستان رفت. حاکم قندهار شاه حسین هوتکی -برادر زاده اشرف- که اکنون دشمن اشرف شده بود از قندهار به سیستان آمد که او را بیابد. بالاخره در سال ۱۷۳۰، قشون قندهار در زردکوه از توابع شورابک سفلی، اشرف را با گروه کوچکی از هوادارنش یافته و با آن‌ها زد و خورد نمودند و اشرف با شلیک گلوله کشته شد.

## حسین هوتک غلجائی و پایان حکمرانی هوتکیان (غلاجائیان)
مرگ اشرف افغان پایان حکومت هوتکیان (آخرین سلسله حکمران غلاجائیان) بر ایران بود در حالی که حسین هوتک، بخش هایی از افغانستان کنونی را تا زمان فتح آن‌جا به دست نادرشاه در سال ۱۷۳۸ همچنان تحت کنترل خود داشت.
نادرشاه، غلجی‌های باقیمانده را از ایران بیرون رانده و سربازانی از قبیله رقیب غلزایی‌ها (غلجائی) یعنی ابدالیان فراه و قندهار را در ارتش خود جمع کرد. نیروهای نادرشاه (از جمله احمدخان ابدالی و ۴۰۰۰ سرباز ابدالی) در سال ۱۷۳۸ به قندهار حمله کرده و آن را فتح کردند. با فتح قندهار، هوتکیان (سلسله‌ای از غلاجائیان) و حسین هوتک غلجایی آخرین منطقه‌ای که در آن قدرت داشتند را از دست داده و حکومتشان پایان یافت. پس از فتح قندهار، ابدالیان به قندهار و غلاجائیان نیز به قلعه پیشین خود کلات غلزایی(قلعه غلجائی) برگردانده شدند.

## یادداشت
1. ↑  "His patron, the ruler of Qandahar, Shah Hussain Hotak, who had a poetic and literary darbar once a week in his palace at Narang, was himself a writer of poetry in Pashto and Persian."[۱]